# 亀岡 (小惑星)
亀岡（かめおか、5435 Kameoka）は小惑星帯に位置する小惑星。滋賀県多賀町の民間天文台、ダイニックアストロパーク天究館で杉江淳が発見した。
ダイニックの創立者、坂部三次郎の出身地である京都府亀岡市から命名された。